# Louis Tomlinson
Louis William Tomlinson (ur. 24 grudnia 1991 w Doncaster) – brytyjski piosenkarz, autor tekstów i model.
W latach 2010–2016 wokalista boys bandu One Direction, z którym wydał pięć albumów studyjnych, wielokrotnie nagradzanych, notowanych na pierwszym miejscu list przebojów i sprzedanych w rekordowej liczbie 70 mln płyt. Od 2016 artysta solowy, wydał album Walls (2020) oraz Faith in the Future (2022). W 2018 roku był jurorem w 15. brytyjskiej edycji programu The X Factor.

## Życiorys

### Dzieciństwo i edukacja
Jest synem Johannah Poulston (zm. 2016) i Troya Austina, którzy rozwiedli się, gdy ich syn był mały. Nie utrzymuje kontaktów z ojcem. Po ponownym ślubie matki przyjął nazwisko ojczyma, Marka Tomlinsona. Ma siedmioro przyrodniego rodzeństwa, w tym cztery przyrodnie siostry – Charlotte, Félicité (zm. 13 marca 2019 w wyniku zawału) oraz bliźniaczki Daisy i Phoebe, a także przyrodnią siostrę Georgię (córkę biologicznego ojca, z którą nie utrzymuje kontaktu) oraz siostrę i brata-bliźniaków, Doris i Ernesta (dzieci Johannah i Daniela Deakina).
Uczył się w Hayfield School i Hall Cross School, którą ukończył. W okresie nastoletnim pracował w kinie Vue i na stadionie piłkarskim Doncaster Rovers jako kelner w pokojach gościnnych. Uczęszczał do szkoły aktorskiej w Barnsley.

### Kariera zawodowa
Zagrał niewielkie role w filmach dramatycznych If I Had You i Waterloo Road, a także w kilku produkcjach muzycznych w Hall Cross, m.in. rolę Danny’ego Zuko w muzycznej produkcji Grease Hall Cross.
W 2010 wziął udział w przesłuchaniach do siódmej edycji The X-Factor w Wielkiej Brytanii. Wkrótce został połączony w zespół One Direction, razem z czterema innymi uczestnikami konkursu – Harrym Stylesem, Niallem Horanem, Liamem Paynem i Zaynem Malikiem. Dotarli do finału, zajęli trzecie miejsce. Po udziale w programie podpisali kontrakt opiewający na 2 mln funtów z wytwórnią Syco Records, po czym zaczęli pracować nad materiałem na debiutancki album pt. Up All Night, który ukazał się w 2011 i osiągnął międzynarodowy sukces komercyjny. W sierpniu 2015 z pozostałymi wokalistami ogłosił zawieszenie działalności zespołu, które miało rozpocząć się po zakończeniu trasy oraz wydaniu piątego albumu pt. Made in the A.M. Do 2015 sprzedali ponad 35 mln egzemplarzy albumów i nagrań na całym świecie, zdobyli wiele nagród oraz odbyli trzy światowe trasy koncertowe, z czego ostatnia – One The Road Again – była drugą najbardziej sukcesywną trasą w 2015, zarabiając ponad 208 mln dolarów.
Od 2013 okazyjnie dołącza do składu lokalnej drużyny Doncaster Rovers. W 2014 pojawiła się informacja, że miał wykupić część udziałów klubu, jednak ostatecznie do tego nie doszło.
W 2015 otworzył wytwórnię Triple Strings Ltd, we współpracy z Simonem Cowellem oraz SYCO oraz był jurorem w konkursie Be In The Band 2015. Po zapowiedzianej przerwie nagrywał solowe piosenki. 10 grudnia 2016 wydał pierwszy singiel „Just Hold On”, który zaśpiewał premierowo w X Factor kilka dni po śmierci matki, Johannah Deakin. Teledysk do piosenki ukazał się 8 marca 2017. Singiel zadebiutował na drugim miejscu UK Singles Charts i 52. miejscu Billboard Hot 100, zajmując pierwsze miejsce na liście Billboard Dance/Electronic Digital Song Sales. Za piosenkę odebrał Teen Choice Awards za „najlepszą współpracę”.
21 lipca 2017 wydał piosenkę „Back to You”, którą nagrał razem z Bebe Rexhą i Digital Farm Animals. 12 października ukazał się utwór „Just Like You”. 9 listopada zadebiutował z piosenką „Miss You”, śpiewając ją premierowo na 103 Key Live 2017 w Manchesterze. W 2018 był jurorem w 15. edycji brytyjskiego X Factora.
7 marca 2019 wydał piosenkę „Two of Us”, w której śpiewa o mamie. 31 stycznia 2020 wydał debiutancki album studyjny pt. Walls. Promował go singlami „Kill My Mind”, „Don’t Let It Break Your Heart”, „We Made It” i tytułowym. 11 lipca 2020 oświadczył, że zakończył współpracę z Syco Records.

### Działalność charytatywna
Oprócz szerokiego wsparcia charytatywnego, które okazywał z zespołem (One Direction znalazło się na liście 10 najbardziej charytatywnych osób w Wielkiej Brytanii w 2015), angażuje się w wiele akcji prywatnie. Jest patronem hospicjum dziecięcego Bluebell Wood, fundacji The Eden Dora Trust, Niamh’s Next Step.
W 2015 we współpracy z fundacją Believe In Magic zorganizował Cinderella Bal, podczas którego odbyła się licytacja przedmiotów, które podarowali m.in. członkowie One Direction. Cały przychód został przekazany dla podopiecznych BIM, sam Tomlinson podarował 2 mln funtów.

## Dyskografia
- Walls (2020) – złota płyta w Polsce[15]
- Faith in the Future (2022)

## Filmografia
- One Direction: This Is Us (jako on sam, 2013, film dokumentalny, reżyseria: Morgan Spurlock)[16]
- One Direction: Where We Are – The Concert Film (jako on sam, 2014, film z koncertu, reżyseria: Paul Dugdale)
- All of Those Voices (jako on sam, 2023, film dokumentalny, reżyseria: Charlie Lightening)